# 監禁逃亡 禁断の凌辱
『監禁逃亡 禁断の凌辱』（かんきんとうぼう きんだんのりょうじょく）は、1995年1月27日にSEN PLANNINGから発売された吉岡ちひろ主演のオリジナルビデオ。R15作品。『監禁逃亡』シリーズの第3弾。

## 出演
- アズサ（男の愛娘）：吉岡ちひろ
- 沙織（医師）：竹井みどり ※特別出演
- 細川充
- 大城英司
- 男（ミヤムラ製薬社長）：寺田農 ※友情出演

他

## スタッフ
- 監督：池田敏春
- 企画・制作：センプランニング
- 総合プロデューサー：内田安夫
- 脚本：竹橋民也
- 撮影：田口晴久

- 照明：才木勝
- 美術：西村徹
- 選曲効果：鈴木登
- 録音：賤機善美
- VE：吉永元茂
- 助監督：猪輿弘之
- 制作担当：黒須功
- ヘアメイク：長井桂子（パンプキン）
- スタイリスト：栗山ヒロ子
- 記録：飯塚美穂
- スチール：小林賢一郎
- 制作進行：松永敦夫、高橋孝司、湯沢崇、西垣孝誠
- 技術：プラスメディア
- 車輌：サニー企画
- 技術協力：コスモスタジオ
- 発売・販売：SEN PLANNING
- 販売協力：ジャパンホームビデオ

## リリース
- VHS『監禁逃亡 禁断の凌辱』1995年1月27日 KF-5479 発売・販売：SEN PLANNING / 販売協力：ジャパンホームビデオ
- DVD『監禁逃亡 禁断の凌辱』2020年 ORJH-0003 発売・販売元：オルスタックソフト販売